# Peter Lanyon
Peter Lanyon (St Ives, 8 febbraio 1918 – Taunton, 31 agosto 1964) è stato un pittore britannico della Cornovaglia.

## Biografia
Nato a St Ives in Cornovaglia, Peter Lanyon ha ricevuto per la prima volta lezioni da Borlase Smart. Nel 1937, entrò a far parte della Euston Road School dove studiò con Victor Pasmore.
Dal 1940 al 1945, combatté nella Royal Air Force. Dagli anni '50 divenne una delle figure di spicco della Scuola di St. Ives tra cui troviamo Barbara Hepworth, Ben Nicholson, Terry Frost, Patrick Heron. La sua prima mostra personale fu tenuta a Londra nel 1950; lo stesso anno ha iniziato a insegnare. Nel 1954, ricevette il Premio della critica britannica.
A partire dal 1957, fu particolarmente interessato ai pittori americani che incontrò a New York, in particolare a Robert Motherwell e Mark Rothko. Consapevole dell'impasse nella tradizione del paesaggio britannico, cerca nuove soluzioni. Ha quindi iniziato la pratica del volo a vela a partire dal 1959. La sua pratica artistica si combina con i numerosi incontri di artisti, i seminari che fa negli Stati Uniti, in Messico o in Cecoslovacchia.
Sposato e padre di 6 figli, morì in un incidente in aliante il 31 agosto 1964.